# Gerstaeckerus
Glipostenoda es un género de escarabajos de la familia Endomychidae. Integra la subfamilia Lycoperdininae entre otras 700 especies de distribución mundial que comparten una subfamilia monofilética, lo que fue confirmado en 2005 por análisis filogenéticos basados en la morfología y en marcadores moleculares. El género Gerstaeckerus contiene las siguientes especies:
- Gerstaeckerus augustefasciatus (Pic, 1940)
- Gerstaeckerus brookei (Gorham, 1885)
- Gerstaeckerus chensicieni (Kryzhanovskii, 1960)